# Лицидерски занат
Лицидерски занат је стари занат који се бави израдом и продајом богато украшених колача од меденог теста, од којих је најпознатији производ лицидерско срце. Овај занат је традиционално повезан са воскарским и бомбонџијским занатом, јер су мајстори лицидери често у својим радњама производили и продавали и свеће и бомбоне. Лицидерски производи имају двојаку природу: неки су јестиви (медењаци), док су најпознатији примерци, укључујући и лицидерско срце, првенствено декоративни предмети, украси и сувенири, и нису намењени јелу. Они су један од најпрепознатљивијих симбола традиционалних вашара и сабора у Србији.

## Историјат
Корени заната који користи медено тесто сежу дубоко у прошлост. Обредни медени колачи постојали су још у старом Египту, а традиција се преко грчке и римске цивилизације пренела у Европу.
Модерни лицидерски занат директно потиче из средњовековне средњоевропске традиције израде медењака познатих као Lebkuchen или Lebzelter. Овај занат су првобитно развили монаси у немачкој области Франконији у XIII веку, а центри производње постали су градови попут Улма и Нирнберга. Сама реч „лицидар“ представља дериват аустро-немачке речи Lebzelter. Занат је достигао врхунац у доба Аустроугарске монархије, одакле се проширио на српске просторе.

### Долазак и ширење заната у Србији
Лицидарство је прво стигло у Војводину током XVIII и XIX века, под утицајем немачких колониста. Први српски мајстори одлазили су на усавршавање у Грац и Беч, набављајући нове калупе и знања. Међутим, док је занат цветао на северу, у југоисточним деловима Србије, попут Ниша, појавио се тек знатно касније, у трећој деценији XX века. Овај временски јаз одражава границе различитих културних и политичких сфера утицаја: Аустроугарске на северу и Османске на југу. Тек након уједињења у заједничку државу, занат је почео да продире и у јужне крајеве.
Средином XX века, услед индустријализације и промене друштвених обичаја, лицидерски занат доживљава нагли пад. Ипак, у новије време долази до његовог оживљавања, пре свега као туристичког сувенира и симбола традиције.

## Процес израде
Израда лицидерских производа је сложен, вишедневан процес који захтева изузетну вештину, стрпљење и уметнички дар. Сваки примерак се украшава ручно.

### Састојци (тесто и декорација)
Основа сваког лицидерског колача је тесто. Иако рецепти варирају, основни састојци су мед, брашно, шећер и вода.
- У јестивим варијантама, попут медењака, често се додају и јаја, путер, кисела павлака и зачини попут какаа или цимета.[6]
- За декоративне комаде, који нису намењени јелу, у тесто се може додати гипс како би се постигла већа чврстина и глаткоћа.[3]

Иконична црвена боја добија се од глазуре на бази желатина и прехрамбене боје. За финално украшавање (шарање), користи се густа смеса од шећера, воде и шкробног брашна, која се боји у белу, жуту и зелену боју.

### Фазе израде
Израда лицидерског срца обухвата следеће фазе:
1. Припрема теста: Састојци се мешају, а замешено тесто се оставља да одстоји, понекад и више сати.
2. Обликовање: Тесто се развлачи, а затим се помоћу традиционалних лимених калупа (модли) ваде жељени облици.
3. Печење: Облици се кратко пеку у загрејаној рерни.
4. Сушење: Након печења, колачи се суше на ваздуху, што може трајати и данима, како би постали потпуно тврди.
5. Глазирање (тункање): Сваки комад се умаче у припремљену црвену глазуру и поново се суши.
6. Украшавање (шарање): Ово је последња и најуметничкија фаза. Користећи шприц за украшавање, мајстор наноси фине шаре. На крају се на срце лепи мало огледало, сличице или се исписују поруке.

## Симболика и културни значај
Лицидерско срце је моћан симбол чије се значење мењало кроз време.

### Симбол љубави и удварања
У свом изворном значењу, лицидерско срце је симбол љубави и наклоности. Момак би на вашару поклањао срце девојци која му се допада као знак своје симпатије. Посебан значај у ритуалу удварања имало је мало огледало утиснуто у центар срца. Видевши сопствени одраз, девојка је добијала недвосмислену поруку: "Ти си у мом срцу".

### Модерна употреба: од сувенира до културне дипломатије
Данас је лицидерско срце првенствено аутентични национални сувенир који представља српску традицију.
Најзначајнија трансформација симбола догодила се његовим усвајањем као имена и заштитног знака Међународни дечији фестивал фолклора „Лицидерско срце“ у Ужицу. Овај фестивал користи лицидерско срце као универзални симбол за промоцију мира, пријатељства, љубави и толеранције међу децом из целог света. Фестивал има и изражену хуманитарну димензију, и дефинисан је као "прекогранична манифестација" која спаја културни простор Србије и Републике Српске.

## Очување заната и статус заштите
Опстанак и оживљавање лицидерског заната у Србији дугују се раду посвећених породица занатлија и културних институција.
- Институције: Етнографски музеј у Београду и Музеј Војводине чувају значајне збирке предмета везаних за овај занат.[14] Локални центри попут "Куће старих заната" у Нишу и Сенти, као и Музеј на отвореном "Старо село" у Сирогојну, активно промовишу занат кроз радионице и манифестације.[15]
- Породична традиција: Срж очувања лежи у породицама које преносе знање генерацијама. Примери су породица Зимоњић из околине Ариља[9] и породица Јараковић из Ужица, која је оживела 120 година стару породичну традицију.[16]

За разлику од сродног "медењарског заната са подручја сјеверне Хрватске" који је уписан на УНЕСКО-ву Репрезентативну листу нематеријалног културног наслеђа човечанства 2010. године, лицидерски занат у Србији тренутно није уписан у Национални регистар нематеријалног културног наслеђа Србије.